# Zach Wajtknecht
Zach Wajtknecht (ur. 8 lutego 1998 w Bristolu) – brytyjski żużlowiec, występujący również na długim torze i na trawie.

## Życiorys
W lidze brytyjskiej reprezentant klubów z Sheffield (2015), Somerset (2016), Swindon (2017–2019), Lakeside (2018) oraz Birmingham (2019).

## Osiągnięcia
Największe osiągnięcia:
- dwukrotny medalista indywidualnych mistrzostw Europy na torze trawiastym: złoty (2019)[2] oraz brązowy (2018)[3],
- srebrny medalista drużynowych mistrzostw świata na długim torze (2018)[4],
- IV miejsce w cyklu Grand Prix indywidualnych mistrzostw świata na długim torze (2020)[5],
- brązowy medalista drużynowych mistrzostw świata juniorów (2018),
- srebrny medalista młodzieżowych indywidualnych mistrzostwa Wielkiej Brytanii (2019),
- złoty medalista indywidualnych mistrzostw Wielkiej Brytanii juniorów do 19 lat (2017).